# Simonurius expers
Espèce
Simonurius expers est une espèce d'araignées aranéomorphes de la famille des Salticidae.

## Distribution
Cette espèce est endémique de la province de Buenos Aires en Argentine,. Elle se rencontre dans le delta du Paraná.

## Description
Le mâle holotype mesure 3,53 mm.

## Publication originale
- Galiano, 1988 : Revision de los géneros del grupo Hurieae (Araneae, Salticidae). Journal of Arachnology, vol. 15, no 3, p. 285-301 (texte intégral).